# Joseph Colgan
Joseph Colgan (Donore, 1º aprile 1824 – Madras, 13 febbraio 1911) è stato un arcivescovo cattolico irlandese.
Missionario in India, è stato il primo arcivescovo di Madras.

## Biografia
Originario della contea di Dromore, nel 1844 entrò nel seminario di Maynooth e l'anno seguente fu assegnato alle missioni in India: fu ordinato prete a Madras nel 1846.
Fu eletto vescovo di Aureliopoli in partibus e vicario apostolico di Madras nel 1882. Nel 1886, quando il vicariato fu elevato a sede metropolitana, ne divenne il primo arcivescovo.
A Madras fondò la congregazione delle suore francescane di San Giuseppe.

## Genealogia episcopale e successione apostolica
La genealogia episcopale è:
- Cardinale Guillaume d'Estouteville, O.S.B.Clun.
- Papa Sisto IV
- Papa Giulio II
- Cardinale Raffaele Riario
- Papa Leone X
- Papa Paolo III
- Cardinale Francesco Pisani
- Cardinale Alfonso Gesualdo
- Papa Clemente VIII
- Cardinale Pietro Aldobrandini
- Cardinale Laudivio Zacchia
- Cardinale Antonio Barberini, O.F.M.Cap.
- Cardinale Marcantonio Franciotti
- Cardinale Giambattista Spada
- Cardinale Carlo Pio di Savoia
- Arcivescovo Giacomo Palafox y Cardona
- Cardinale Luis Manuel Fernández de Portocarrero-Bocanegra y Moscoso-Osorio
- Patriarca Pedro Portocarrero y Guzmán
- Vescovo Silvestre García Escalona
- Vescovo Julián Domínguez y Toledo
- Vescovo Pedro Manuel Dávila Cárdenas
- Arcivescovo Domingo Pantaleón Álvarez de Abreu
- Arcivescovo Manuel José Rubio y Salinas
- Vescovo Manuel de Matos, O.F.M.Disc.
- Vescovo Juan de La Fuente Yepes
- Vescovo Pierre Brigot, M.E.P.
- Vescovo Luigi Maria di Gesù Pianazzi, O.C.D.
- Vescovo Pietro d'Alcántara di San Antonio Ramazzini, O.C.D.
- Vescovo Raimondo di San Giuseppe Boriglia, O.C.D.
- Vescovo Louis-Charles-Auguste Hébert, M.E.P.
- Vescovo Clément Bonnand, M.E.P.
- Vescovo Etienne-Louis Charbonnaux, M.E.P.
- Arcivescovo François-Jean-Marie Laouënan, M.E.P.
- Arcivescovo Joseph Colgan

La successione apostolica è:
- Vescovo Alexis Riccaz, M.S.F.S. (1887)
- Vescovo Jean-Marie Clerc, M.S.F.S. (1891)
- Vescovo Charles-Félix Pelvat, M.S.F.S. (1893)
- Vescovo Theophilus Mayer, M.H.M. (1894)
- Vescovo Pietro Andrea Viganò, S.I. (1898)
- Vescovo Jean-Marie Crochet (1901)